# 青春最好时
《青春最好时》（英語：When We Were Young），2017年中国校园悬疑题材偶像剧，芒果娱乐、企鹅影视联合出品，翻拍自韓劇《Who Are You－学校2015》。2016年10月至12月拍摄，由张雪迎、曾舜晞、王博文、赵珞然领衔主演，于2017年8月16日在腾讯视频播出。

## 播出时间
| 频道     | 所在地   | 播映日期      | 播出时间                                  |
| -------- | -------- | ------------- | ----------------------------------------- |
| 腾讯视频 | 中国大陆 | 2017年8月16日 | 每周三至五更新两集（VIP每周三提前看下周） |
| dimsum   | 马来西亚 | 2018年3月29日 | 全集上线                                  |

## 演员列表

### 主要演员
| 演員   | 角色   | 介紹 |
| 張雪迎 | 初音音 | 夏儿的双胞胎姐姐，原名小乐，被亲生父母遗弃。后被富有人家收养，过着奢华、无忧无虑的生活，但养母对自己要求很高。白富美姐姐，个性内向高傲，不喜欢动物，从来不笑。喜欢干净、整齐的环境。擅长音乐、画画、书法等含文艺性的东西。喜欢萧邦的音乐。青藤学霸。天生自带拉仇恨属性，集容貌与智慧于一身的傲娇学霸。喜欢许空凛。被抢匪打劫致失忆。失忆后被误以为是夏儿，体验了夏儿的生活，高傲幼稚的个性因此完全消失。                                           |
| 張雪迎 | 夏儿   | 初音音的双胞胎妹妹，原名小欢，被亲生父母遗弃。身世坎坷、贫困，年纪小小就身负重债，打几分工还债。但有位疼爱她的养父。中二妹妹，个性活泼大方，擅长烹饪、体育。绰号“新南方一姐”。 Super Beauty的成员。被误为初音音前荒废学业。新南方技术学院学渣。生存技能MAX的草履虫单细胞生物。为了要钱还债装失忆，“偷”走初音音的生活。伪装初音音期间想要为她争取点什么，但都弄巧反拙。视李妮可为死对头，后和好。对许空凛一见钟情，后喜欢李白。和李白组成学渣传奇。 |
| 曾舜晞 | 许空凛 | 国民校草。自带滤镜的校园王子。青藤学霸。爱好是做饭。初音音守护者，对她任何事情都很上心。喜欢初音音。所有和初音音“敢不敢”的游戏他都敢。认为初音音离家出走及失忆与他有关，因而内疚；不停替披着初音音羊皮的夏儿寻找记忆。误以为夏儿是初音音真情告白而差点亲下去。在校服大赛看到和假扮初音音的夏儿长得一模一样的初音音，得知真相后迁怒于夏儿，后和好。                                                                                                 |
| 王博文 | 李白   | 深受中西方文化熏陶的翩翩少年。经常陪着母亲异国改嫁。青藤学院的转校生，是名隐藏学霸。喜欢打打闹闹。看起来拥护者初音音，然而却喜欢披着“初音音”羊皮的夏儿。喜欢夏儿。为夏儿转到普通班。是第一个知道夏儿伪装初音音的秘密。几次对夏儿表白，被当作开玩笑。和夏儿组成学渣传奇。 |
| 赵珞然 | 李妮可 | 初音音、夏儿姊妹死对头，后和好。喜欢许空凛。暴发户的麻雀千金，腹黑美少女。为让初音音、夏儿姊妹出丑甚至会做犯法的事。经常在背后做小动作让初音音跟许空凛之间产生误会。 |

### 其他演员
| 演員     | 角色   | 介紹                                                         |
| 劉夢夢   | 小梅   | 初音音家女傭。                                               |
| 吕小雨   | 小菲菲 | 夏儿好友兼舍友。 Super Beauty成员。                          |
| 李林蔚   | 郝恬   | 李妮可好友。发信息给音音的人。                               |
| 左其铂   | 冷少   | 本来喜欢夏儿，后喜欢晓儿。理发店老板，口头禅“别碰我头发”。   |
| 宫政     | 刘强   | 向夏儿讨债者。杜紫紫男友。                                   |
| 叶子茂   | 刘英俊 |                                                              |
| 吴静怡   | 上官娜 | 李妮可的朋友。因不满李妮可的行为及隐瞒而反目。后和好。       |
| 丁一一   | 恩利   | 夏儿好友兼舍友。 Super Beauty成员。                          |
| 王一博   | 林佳一 | 青腾的师哥。学霸。协助披着初音音皮的夏儿完成校服大赛的作品。 |
| 何中华   | 许空遠 | 许空凛父亲                                                   |
| 张莉     | 许太太 | 许空凛妈妈                                                   |
| 王亮     | 朱老师 | 夏儿的班主任                                                 |
| 王秋紫   | 吕老师 | 初音音的班主任，喜欢蓝老师。很爱护学生并且很有责任感。       |
| 董立范   | 黄大妈 | 送夏儿到初宅的大妈。骗了夏儿$20000                           |
| 大左     | 蓝老师 | 体育老师。喜欢吕老师。                                       |
| 王艺禅   | 陳嬌嬌 | 李白妈妈，常异国改嫁。很怕孤独。                             |
| 胡彩虹   | 初明珠 | 初音音的养母。商界富豪。                                     |
| 文成良敬 | 齐晓儿 | 夏儿的朋友兼舍友，喜欢冷少。 Super Beauty成员。              |
| 杨浩雍   | 袁野   | 喜欢李妮可                                                   |
| 刘天阳   | 杜紫紫 | 向夏儿追债者。刘强女友。                                     |
| 董昕赟   | 何尖尖 |                                                              |
| 王小利   | 李慶富 | 妮可爸爸，暴發戶商人。非常疼愛妮可。                         |

## 电视原声带
| 曲序 | 曲目                       |      | 作曲     | 演唱者         |
| ---- | -------------------------- | ---- | -------- | -------------- |
| 1.   | 《这是爱》（主题曲）       | VaVa | 州洋     | 赵珞然、左其铂 |
| 2.   | 《星星》（片尾曲）         | 王洋 | 王洋     | 左溢           |
| 3.   | 《好想你》（推广曲）       | 王洋 | 凯瑟     | 何洁           |
| 4.   | 《把你拥入我怀抱》（插曲） | 王洋 | 王洋     | 王博文         |
| 5.   | 《如果我》（插曲）         | VaVa | 弯曲符号 | 方圆           |

## 宣传活动
| 播出时间     | 活动                   | 出席演员 |
| ------------ | ---------------------- | -------- |
| 2017年8月5日 | 湖南卫视《快乐大本营》 | 曾舜晞   |